# سلطنة ماتارام
كانت سلطنة ماتارام آخر مملكة جاوية مستقلة رئيسية في جاوة قبل استعمار الهولنديين للجزيرة، وكانت القوة السياسية المهيمنة التي تشع من داخل جاوة الوسطى من أواخر القرن السادس عشر حتى بداية القرن الثامن عشر.
وصلت سلطنة ماتارام إلى ذروة قوتها خلال حكم السلطان أجونج (1613–1645)، وبدأت بالتدهور بعد موته في عام 1645. بحلول منتصف القرن الثامن عشر فقدت ماتارام كُلًا من قوتها وأراضيها لصالح شركة الهند الشرقية الهولندية. وأصبحت دولة تابعة للشركة بحلول عام 1749.

## الاصطلاح
لم يكن اسم ماتارام نفسه أبداً الاسم الرسمي لأي نظام سياسي، إذ يشير الجاويون في كثير من الأحيان إلى مملكتهم ببساطة باسم بومي جوا أو تاناه جاوي («أرض جاوة»). يشير ماتارام إلى المناطق التاريخية للسهول جنوب جبل ميرابي حول ماتوان وسليمان ويوغياكارتا وبرامبانان في الوقت الحاضر. وبصورة أدق، يشير إلى منطقة كوتا غيدي، عاصمة السلطنة على مشارف يوغياكارتا الجنوبية.
من الممارسات الشائعة في جاوة الإشارة إلى مملكتهم كنايةً، وتحديدًا من خلال موقع عاصمتها. تاريخيًا، كانت هناك مملكتان موجودتان في هذه المنطقة وكلاهما يسمى ماتارام. ومع ذلك، غالباً ما تسمى المملكة اللاحقة ماتارام إسلام أو «سلطنة ماتارام» لتمييزها عن مملكة ماتارام الهندوسية البوذية التي تعود للقرن التاسع.

## التأريخ
من المصادر الرئيسية للكشف عن تاريخ سلطنة ماتارام هي القصص التاريخية الجاوية المحلية المسماة باباد، والقصص الهولندية لشركة الهند الشرقية الهولندية (في أو سي). المشكلة مع باباد الجاوية التقليدية، هي أنها غالبًا ما تكون غير مؤرخة، غامضة وتدمج عناصر غير تاريخية، أسطورية ورائعة لأن هذه القصص الجاوية التاريخية استُخدمت كأداة لإضفاء الشرعية على سلطة الحاكم. من الأمثلة على العنصر الأسطوري هو الروابط المقدسة بين بانيمباهان سيناباتي وأسطورة راتو كيدول، حاكم البحار الجنوبية لجاوا الذي اعتُبر قرينه الروحي، كما يدعي في تاريخ أرض جاوة.
يصعب تحديد تواريخ الأحداث التي سبقت حصار باتافيا في عهد السلطان أجونج، الملك الثالث لماتارام. هناك العديد من السجلات التي استخدمها إتش جي دي جراف في قصصه مثل باباد سانغكالا وبابادا مونالا التي تضمنت قائمة من الأحداث والتواريخ من التقويم الجاوي (إيه جي، أنو جافانيكوس)، لكن إلى جانب ممارسة دي غراف المشكوك فيها ببساطة بإضافة 78 إلى السنوات الجاوية للحصول على تطابق السنوات المسيحية، فإن الاتفاق بين المصادر الجاوية نفسها كان أقل من مثالي.
تُعتبر المصادر الجاوية انتقائية للغاية في تحديد مواعيد الأحداث. مثل صعود وهبوط الالكراتون (القصور)، وموت الأمراء المهمين، والحروب الكبرى، وما إلى ذلك، كانت النوع الوحيد من الأحداث التي تعتبر مهمة بما يكفي لتأريخها، باستخدام صيغة شعرية تأريخية تسمى كاندراسينجكالا، والتي يمكن التعبير عنها لفظيًا وتصويريًا، ووُصف الباقي ببساطة في تعاقب السرد دون تأريخ. مرة أخرى، لا تتطابق هذه الكاندراسينجكالا دائمًا مع السجلات.
لذلك، اقتُرح بحكم الخبرة القاعدة التالية: يمكن قبول التواريخ من دي غراف وريكليفس للفترة قبل حصار باتافيا كأفضل التخمينات. لفترة ما بعد حصار باتافيا (1628-1629) حتى حرب الخلافة الأولى (1704)، يمكن قبول سنوات الأحدث التي شارك فيها الأجانب على وجه التحديد، ولكن -مرة أخرى- لا تتوافق دائمًا مع نصوص القصة الجاوية. يمكن تأريخ الأحداث التي وقعت في الفترة 1704-1755 بمزيد من اليقين؛ إذ إن الهولنديين تدخلوا في هذه الفترة بعمق في شؤون ماتارام ولكن الأحداث التي خلف جدران كراتون يصعب تحديدها بشكل عام.

## العصر الذهبي
خلف هانياكراواتي بانيمباهان ابنه، أديباتي مارتابورا. على أي حال عانى ابنه أديباتي مارتابورا من سوء صحته، وحل مكانه شقيقه رادين ماس رانجسانغ في عام 1613، الذي حصل على لقب بنمبهن إينغ ألاغا، وفي وقت لاحق في عام 1641 أخذ لقب السلطان أجونج هانيوكروكوسومو («السلطان المعظم»). يُذكر أنه في عهد السلطان أجونج كانت سلطنة ماتارام في أوج حكمها على جاوة، والعصر الذهبي للسلطة الجاوية المحلية قبل الاستعمار الأوروبي في القرن التالي.

## حملة سورابايا والغزوات الشرقية
كان بنمبهن إينغ ألاغا جنرالًا عسكريًا متمكنًا وقائدًا حربيًا طموحًا، وكان يتطلع إلى توحيد جاوة تحت راية ماتارام. كان مسؤولاً عن التوسع الكبير والإرث التاريخي الدائم لماتارام بسبب الغزوات العسكرية الواسعة في عهده الطويل من 1613 إلى 1646. تحت حكم السلطان أجونج، تمكنت ماتارام من توسيع أراضيها لتشمل معظم جاوة بعد الاستيلاء على العديد من المدن الساحلية في شمال جاوة. كانت سورابايا مع تحصيناتها القوية والمستنقعات التي تحيطها، العدو الأكثر رعبًا لماتارام. في عام 1614، أقامت سورابايا تحالفًا مع كديري، وتوبان، وباسوران، وشنت غزوًا على ماتارام. في العام التالي، تمكن السلطان أجونج من صد قوات سورابايا الحليفة في ويراسابا (التي هي اليوم موجواجونج، بالقرب من موجوكيرتو). كما غزا مالانغ، جنوب سورابايا. في عام 1616، حاولت سورابايا مهاجمة ماتارام لكن قوات السلطان أجونج سحقت هذا الجيش في سيوالان، باجانغ (بالقرب من سولو). اجتيحت مدينة لاسم الساحلية، بالقرب من ريمبانغ، في عام 1616 وتم الاستيلاء على باسوروان، جنوب شرق سورابايا، عام 1617. غُزيت توبان في عام 1619، وهي إحدى أقدم وأكبر المدن الساحلية على ساحل جاوة.
كانت سورابايا أصعب عدو لماتارام. لم يكن سيناباتي قويًا بما يكفي لمهاجمة هذه المدينة القوية وهاجمها هانياكرواتي دون جدوى. حاول السلطان أجونج إضعاف سورابايا من خلال إطلاق حملة بحرية عبر بحر جاوة والاستيلاء على سوكادانا، حليفة سورابايا في جنوب غرب كليمنتان في عام 1622، وجزيرة مادورا، وهي حليف آخر لسورابايا، في عام 1624 بعد معركة شرسة.  وسرعان ما سقطت تحصينات مادورا في سومينب وبامكاسان، عين أجونج أديباتي من سامبانج على أنه أديباتي مادورا، باسم الأمير كانانيغرات الأول .
بعد خمس سنوات من الحرب، غزا أجونج أخيرًا سورابايا في عام 1625. لم يستولِ على المدينة من خلال الغزو العسكري المباشر، بل من خلال الحصار. أقام أجونج حصارًا مشددًا من البر والبحر، وقام بتجويع سورابايا حتى الخضوع.  مع دخول سورابايا إلى الإمبراطورية ، شملت مملكة ماتارام كلًا من جاوة الوسطى والشرقية، وكذلك مادورا وسوكادانا في جنوب غرب بورنيو، باستثناء الطرف الغربي والشرقي من الجزيرة وجنوبها الجبلي (باستثناء ماتارام). عزز السلطان أجونج وحدته السياسية من خلال تشكيل تحالف زواج بين آديباتي وأميرات ماتارام. تزوج أجونج نفسه أميرة سيربون، في محاولة لجعل سيربون حليفًا مخلصًا لماتارام  بحلول عام 1625، حكمت ماتارام جاوة بلا منازع. ومع ذلك، فإن هذا الإنجاز العسكري العظيم لم يردع أمراء ماتارام السابقين من التمرد. تمرد باجانج عام 1617، وتمرد باتي عام 1627. بعد الاستيلاء على سورابايا عام 1625، توقف التوسع بينما كانت الإمبراطورية مشغولة بالتمردات.